# Феничев, Никифор Ильич
Никифор Ильич Феничев (1912—1943) — старший сержант Рабоче-крестьянской Красной Армии, участник Великой Отечественной войны, Герой Советского Союза (1944).

## Биография
Никифор Феничев родился 13 апреля 1912 года в селе Полом ныне Жиздринского района Калужской области. После окончания шести классов школы работал сначала в крестьянском хозяйстве, затем в колхозе. Позднее служил в Рабоче-крестьянской Красной Армии. После увольнения в запас в село не вернулся, жил в Брянске, трудился рабочим-строителем и работником подсобного хозяйства Брянского городского коммунального хозяйства. С 1939 года — боец пожарной команды Брянского завода дорожных машин имени С. М. Кирова, затем работал в пожарной команде Брянского механического артиллерийского завода. В сентябре 1941-го вместе с заводом в Усть-Катав (Челябинская область) была эвакуирована и пожарная команда. Феничев продолжил службу в военизированной пожарной охране Усть-Катавского вагоностроительного завода.
В августе 1942 года Никифор Феничев добровольно ушёл на фронт (несмотря на имевшуюся бронь пожарного). Катав-Ивановским райвоенкоматом Челябинской области сразу был направлен в боевое подразделение, на фронт Великой Отечественной войны.
К ноябрю 1943 года старший сержант Никифор Феничев командовал отделением 755-го стрелкового полка 217-й стрелковой дивизии 25-го стрелкового корпуса 11-й армии Белорусского фронта. Отличился во время освобождения Гомельской области Белорусской ССР. 12 ноября 1943 года отделение Феничева одним из первых переправилось через Сож в районе деревни Старое Село Ветковского района и приняло активное участие в боях за захват и удержание плацдарма на его берегу. На следующий день Феничев активно участвовал в штурме немецкой траншеи и дзота, уничтожив 4 солдат противника и взяв в плен 1 офицера, а также уничтожив расчёт противотанкового орудия. 16 ноября 1943 года отделение Феничева попало в окружение в районе деревни Калиновка. в том бою Феничев уничтожил около 10 солдат и офицеров противника, но и сам погиб. Похоронен в братской могиле в Старом Селе.
Указом Президиума Верховного Совета СССР от 15 января 1944 года за «образцовое выполнение боевых заданий командования на фронте борьбы с немецкими захватчиками и проявленные при этом отвагу и геройство» старший сержант Никифор Феничев посмертно был удостоен высокого звания Героя Советского Союза. Также был награждён орденом Ленина и медалью.

## Память
В деревне Старое Село Гомельской области Республики Беларусь установлен бюст Героя. В городе Усть-Катав Челябинской области именем Феничева названа улица, а на здании администрации Усть-Катавского вагоностроительного завода имени С. М. Кирова установлена мемориальная доска.

## Семья
Никифор Ильич Феничев был женат, имел двоих детей. Впоследствии вдова вернулась в Брянск.